# فرس (روستا)
 فرس  (در عربی:  الفُرس )
نام روستایی است در دهستان فَروَة از توابع استان صَعده در کشور یمن در شبه جزیره عربستان. این روستا در دوران حکم ساسانیان بر یمن ساخته شده‌است. در ضلع جنوبی روستا در پایهٔ کوهی آثار مخروبهٔ یک نیایشگاه زرتشتی به چشم می‌خورد. 

## جمعیت
جمعیت آن (۶۰ ) نفر (۸ خانوار) می‌باشد.